# Sztuka marginesu
Sztuka marginesu (ang. outsider art) to umowna nazwa dzieł, które powstały obok istniejących rodzajów sztuki, stworzonych przede wszystkim przez psychicznie chorych, więźniów lub ludzi społecznie nieprzystosowanych. 
Określenie to wprowadził w 1972 angielski historyk sztuki Roger Cardinal; nazwa ta w angielsko-amerykańskim obszarze językowym jest odpowiednikiem „art brut”, szczególnie po serii wystaw „Outsiders”, którą R. Cardinal razem z artystą i kolekcjonerem Viktorem Musgrave w 1979 zorganizował dla „Arts Council of Great Britain”.

## Literatura dodatkowa
- Turhan Demirel, Outsider Bilderwelten, Bettina Peters Verlag, 2006, ISBN 3-939691-44-5.